# 年料租舂米
年料租舂米（ねんりょうそしょうまい）とは、平安時代に太政官符によって、諸国の田租の稲穀を精米した舂米を中央に貢進させる制度、またその舂米そのもののこと。
律令制において庸として中央に貢進されていた米が平安時代に滞るようになると、官司の大粮に宛がうために本来は不動穀に充てられる筈であった田租を中央に貢進したのが最初とされている。最古の記録は承和13年（846年）の太政官符によるものである。
延喜式においては、年料別納租穀を負担しない畿内周辺及び沿岸諸国を中心とした18ヶ国で計2万4500斛を負担した。
当初は民部省に貢進された後で各官司に配分されたが、10世紀に入ると民部省を関与させずに特定の官司に対して特定の国が舂米を直接貢進する形式に替わり、各官司の財政が独立採算制に変わっていく一因となった。